# روبرت أ. سيغل
روبرت أ. سيغل (بالإنجليزية: Robert A. Siegel) هو شخصية أعمال أمريكي، ولد في 1913 في نيويورك في الولايات المتحدة، وتوفي في 3 ديسمبر 1993.

## مزادات هواة جمع الطوابع
أقام سيجل أول مزاد لهُ لهواة جمع الطوابع في مدينة كانساس سيتي بولاية ميزوري. وفي عام 1934، نقل سيجل عمله في مزادات هواة جمع الطوابع إلى مدينة نيويورك، وأقام في النهاية 756 مزاداً لهواة جمع الطوابع خلال حياته. وفي عام 1964 أجرى أول مزاد لبيع الطوابع النادرة.
تضمنت مزادات سيجل اللاحقة طوابع بريدية كلاسيكية مشهورة عالمياً. في عامي 1970 و1980، باع طوابع غيانا البريطانية الفريدة من نوعها من فئة 1c، بأسعار قياسية.

## نشاط هواة جمع الطوابع
ظل سيجل نشطاً في الجمعية الأمريكية لتجار الطوابع البريدية وعمل في مجلس إدارتها لمدة اثني عشر عاماً. دعم سيجل مؤسسة هواة جمع الطوابع بنصائحه ودعمه بوصفه خبيراً في مجال النوادر.

## الأوسمة والجوائز
حصل سيجل على ميدالية مورتيمر نينكن في عام 1987، واختارته جمعية تجار الطوابع الأمريكية رجل العام في عام 1990. وتم اختياره في قاعة مشاهير الجمعية الأمريكية لهواة جمع الطوابع عام 1994.